# Neuvic (Corrèze)
Neuvic település Franciaországban, Corrèze megyében. Lakosainak száma 1597 fő (2022. január 1.). Neuvic Arches, Chalvignac, Chirac-Bellevue, Lamazière-Basse, Latronche, Liginiac, Palisse, Saint-Hilaire-Luc és Sérandon községekkel határos.

## Népesség
A település népességének változása:
| Lakosok száma | 1959 | 1844 | 1829 | 1905 | 1760 | 1689 | 1648 | 1659 | 1664 | 1597 |
|               | 1968 | 1982 | 1990 | 2006 | 2013 | 2015 | 2017 | 2019 | 2020 | 2022 |